# Ferdinand Krejčí
Ferdinand Krejčí, křtěný Ferdinand Bohumil (6. března 1879 Královské Vinohrady – 28. srpna 1938 Praha) byl český spisovatel a nakladatel, povoláním pojišťovací úředník. Je autorem varovného vědeckofantastického románu o období po vítězství socialistické revoluce Převychovaní, který vydal pod pseudonymem Jan Barda.

## Život
Narodil se v rodině drážního úředníka Františka Krejčího a jeho manželky Františky, rozené Schillerové. Pokřtěn byl Ferdinand Bohumil.
Od roku 1897 pracoval ve Vzájemné pojišťovně Praha. Po vzniku Československa spoluzakládal Slovanskou pojišťovnu a později se stal jejím ředitelem.

### Rodinný život
Ferdinand Krejčí byl dvakrát ženat. Poprvé se oženil 12. října 1904 s Barborou Foreitovou (1882–1905). Dne 4. května 1907 se jako vdovec, oficiál banky Praha, oženil s Marií Prokopovou (1878–??). První manželství bylo bezdětné, s druhou manželkou měl tři děti. Syn Ferdinand Krejčí (* 1909) se v roce 1934 stal na Karlově univerzitě doktorem práv.

## Dílo

### Odborná činnost
Byl vydavatelem a redaktorem časopisu Českoslovanské pojišťovnictví, který vycházel v letech 1909-1914 a přispíval do něj. O pojišťovnictví též přednášel a publikoval odborné články. V roce 1919 neúspěšně usiloval o vznik střední odborné školy pro úředníky a zaměstnance pojišťoven.

### Beletrie

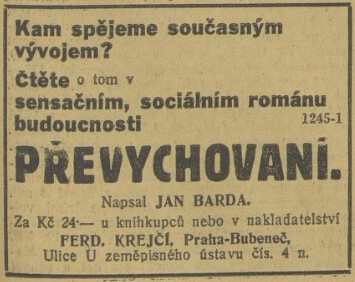
Jan Barda: Převychovaní (inzerát 1931)

Ferdinand Krejčí je autorem jediného, ve své době neúspěšného románu Převychovaní, který vydal vlastním nákladem pod pseudonymem Jan Barda v roce 1931. (Dříve neznámé autorství prokázal Ivan Adamovič a důkazy popsal v předmluvě k románu, otištěném v antologii české science fiction Vládcové vesmíru.)
Román Převychovaní byl vydán dvakrát:
- Přechychovaní (román budoucnosti; nakladatel Ferdinand Krejčí, Praha–Bubeneč, 1931)
- Převychovaní (IN: antologie české science fiction Vládcové vesmíru, sestavil a předmluvy Ivan Adamovič; Praha, Albatros a Triton, 2010[3])

## Dobový kontext románu Převychovaní
Román se odehrává roku 358 socialistického řádu, počítaného od zřízení první socialistické republiky. Tento rok měl odpovídat roku 2276. Dílo je varováním před civilizací po vítězství socialistické revoluce, kdy minulá kultura je zapomenuta a zničena, lidská individualita je potlačena. Kniha byla sice vydána později než román My Jevgenije Zamjatina (1921), který obsahuje obdobné poselství. Předešla však díla Aldouse Huxleyho Konec civilizace (anglicky vyšlo 1932, česky 1933) a George Orwella 1984 (anglicky 1949, česky v samizdatu 1983–1984, v zahraničí 1984 a v Československu 1991).